# Cubaris goweri
Cubaris goweri är en kräftdjursart som beskrevs av Lewis 1998. Cubaris goweri ingår i släktet Cubaris och familjen Armadillidae. Inga underarter finns listade i Catalogue of Life.